# Homps, Gers
Homps là một xã thuộc tỉnh Gers trong vùng Occitanie tây nam nước Pháp. Xã này có độ cao trung bình 115 mét trên mực nước biển. The current mayor is Alain Cloué.